# المشنف
المشنف یک منطقهٔ مسکونی در سوریه است که در استان سویدا واقع شده‌است.

## خصوصیات
المشنف ۲٬۴۵۴ نفر جمعیت دارد و ۱٬۴۰۰ متر بالاتر از سطح دریا واقع شده‌است.